# Norrlövsta
Norrlövsta är en plats nära Lunda i Uppland, och sydväst om Gimo. Här har skulpturen Alundayxan, från yngre stenåldern, påträffats.